# ماه عسل (آلبوم لانا دل ری)
 «ماه عسل» (به انگلیسی: Honeymoon) چهارمین آلبوم استودیویی توسط خواننده و ترانه‌سرای آمریکایی لانا دل ری است که در ۱۸ سپتامبر ۲۰۱۵ منتشر شد.